# Hôtel Lantin
L'hôtel Lantin est un hôtel particulier de style classique du XVIIe siècle de Dijon en Côte-d'Or en Bourgogne-Franche-Comté. Il héberge le musée Magnin depuis 1938 (Musée de France / musée des beaux-arts d'environ 2000 œuvres et objets d'art) et est classé aux Monuments Historiques depuis 1939.

## Historique

### Étienne Lantin
En 1652, Étienne Lantin (1610-1681), conseiller maître à la chambre des comptes de Bourgogne, sous le règne du roi Louis XIV, hérite de son père de l'emplacement du 4 rue des Bons Enfants, où il fait construire cet hôtel particulier en pierre rose, terminé en 1664, dans le centre historique, entre la place de la Libération / palais des ducs de Bourgogne, et le parlement de Dijon. 

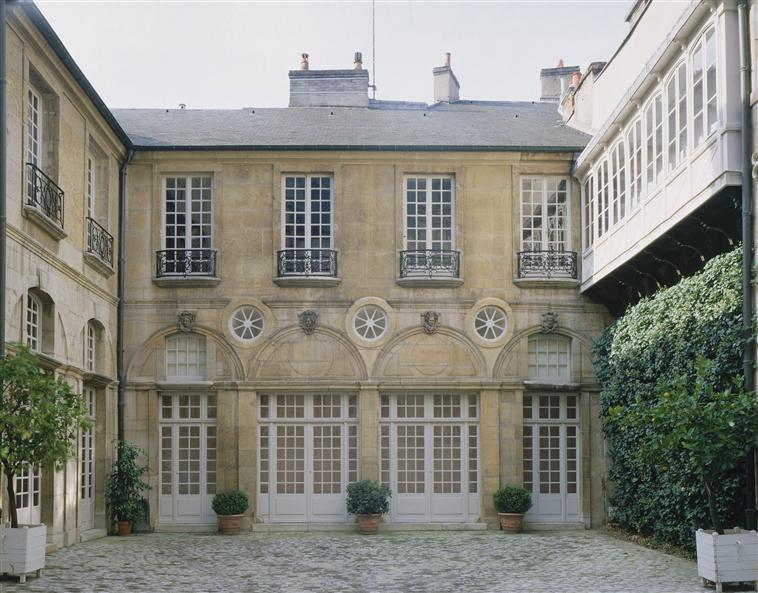
Cour intérieure
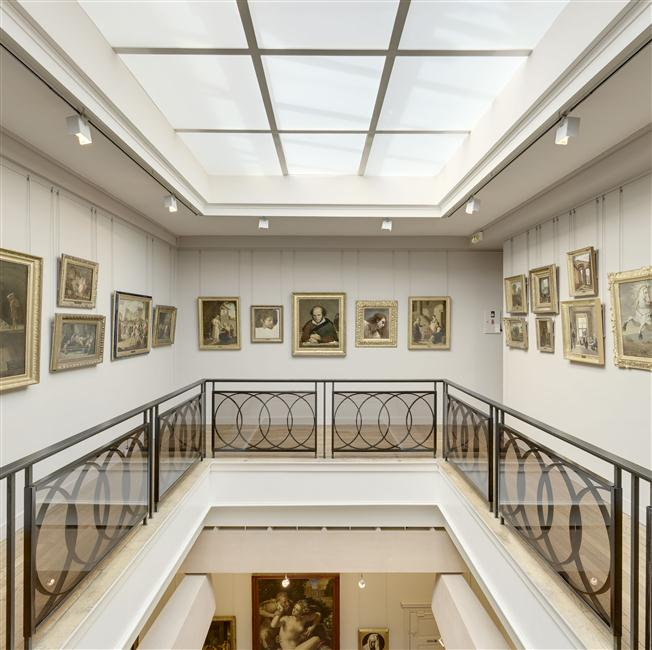
Salle zénithale
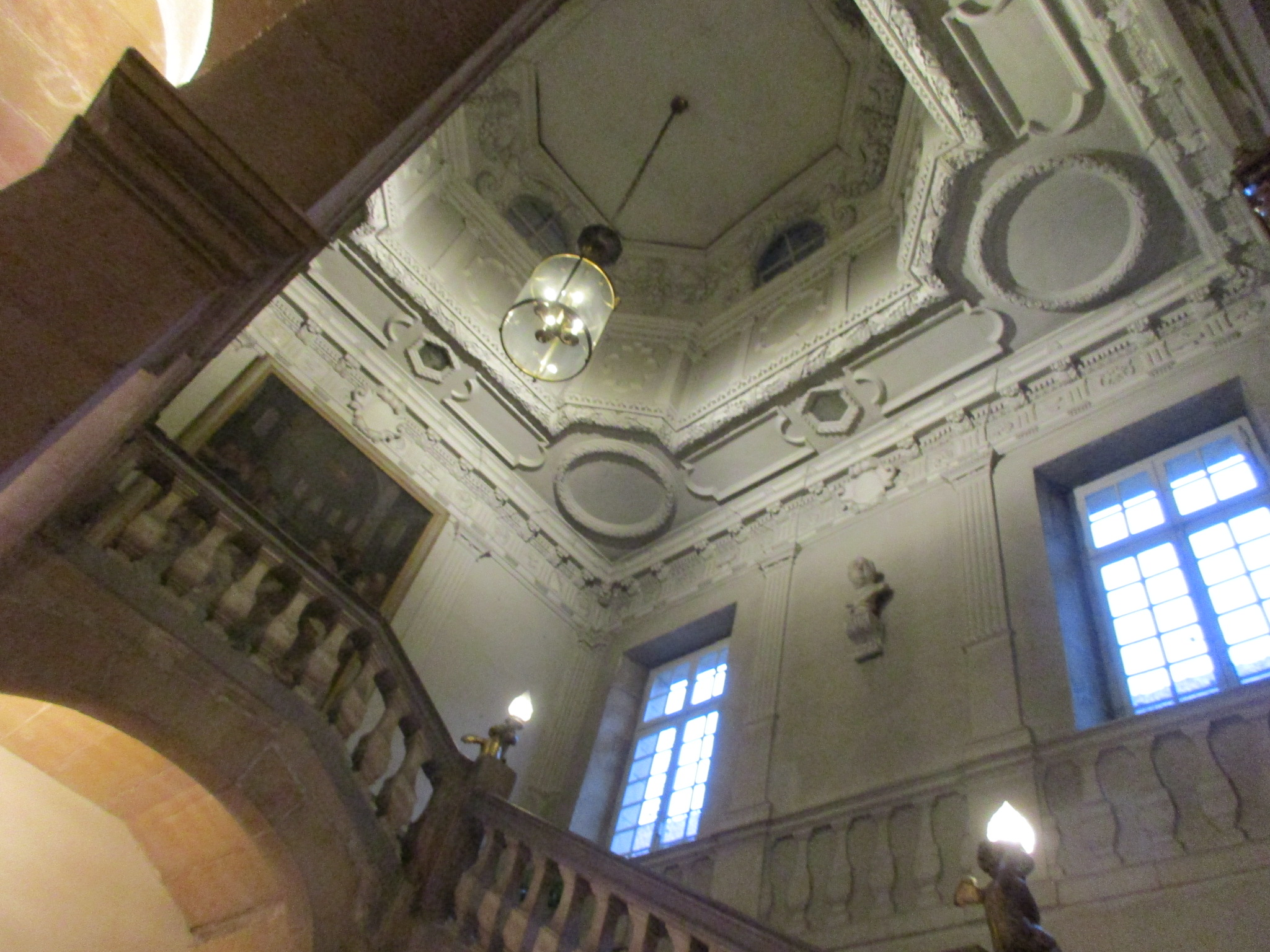
Escalier monumental et dôme octogonal

La demeure est constituée d'une suite de pièces, organisées autour d'une cour intérieure, et d'un escalier monumental en pierre surmonté d'un dôme octogonal richement décoré.

### Jean Hugues Magnin-Philippon
En 1829, après avoir appartenu à divers propriétaires, il est acquis et agrandi par Jean Hugues Magnin-Philippon (1791-1856, grand-père des collectionneurs, richissime industriel de Brazey-en-Plaine (maître de forges de mine de fer, haut fourneau, fonderie, commerce de bois, industrie sucrière de betterave, distillerie, propriétaire du château Magnin de Brazey-en-Plaine,...) et également président du tribunal de commerce de Dijon, député de Côte-d'Or de la Seconde République...

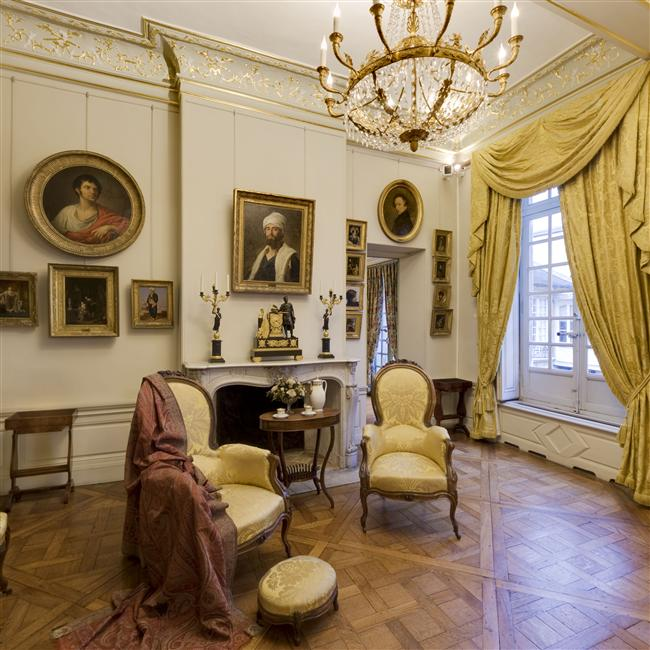
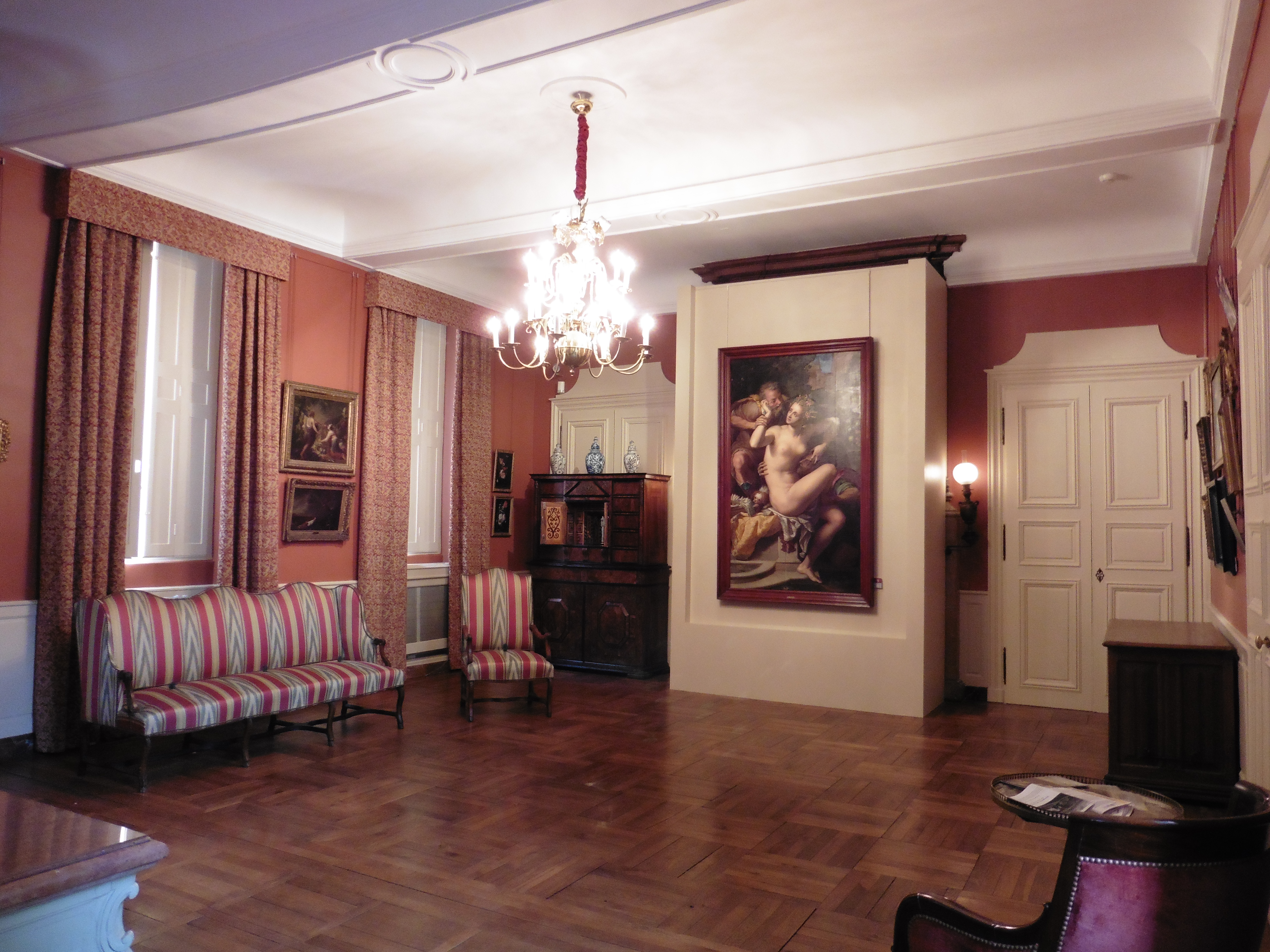
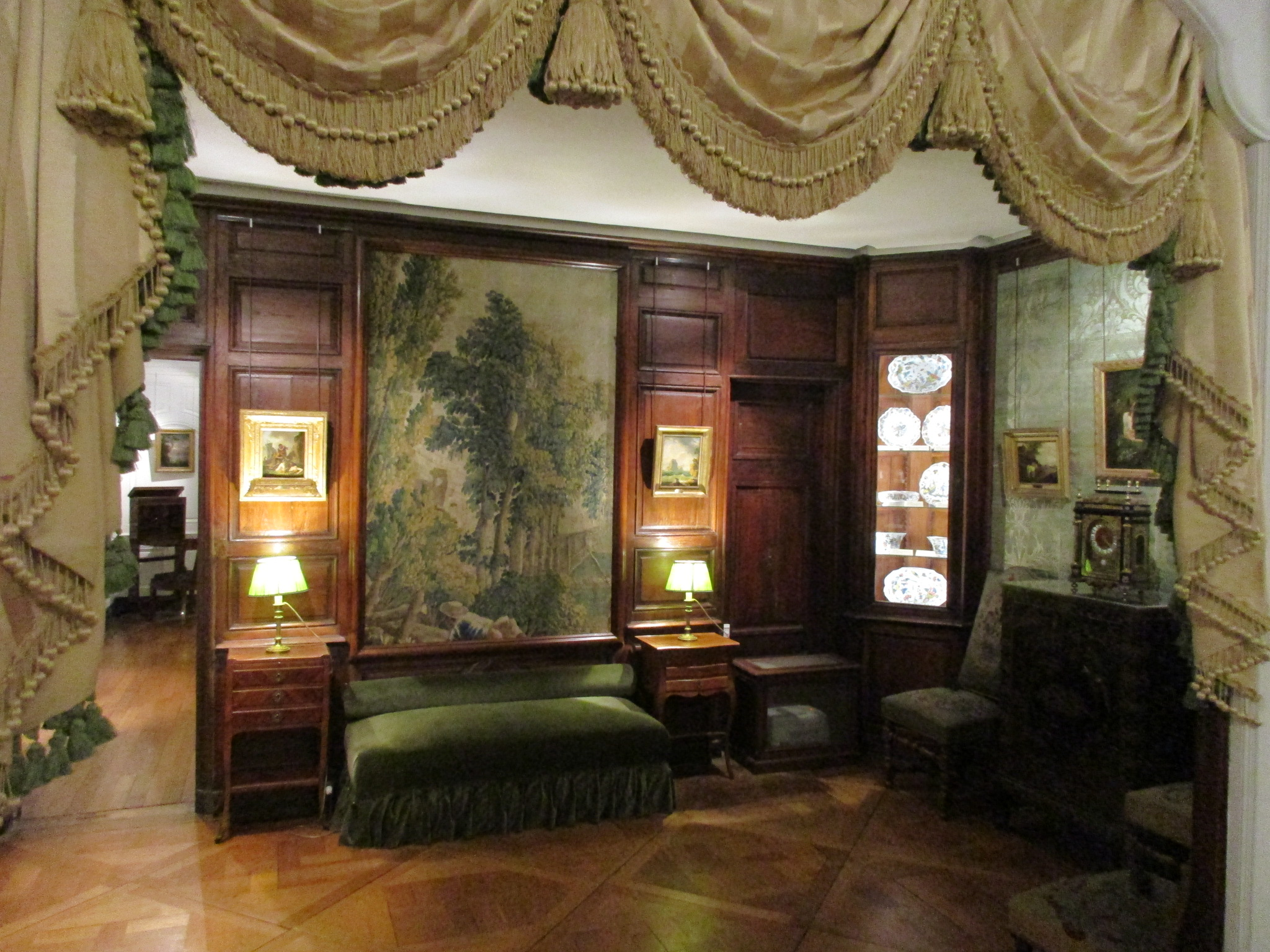
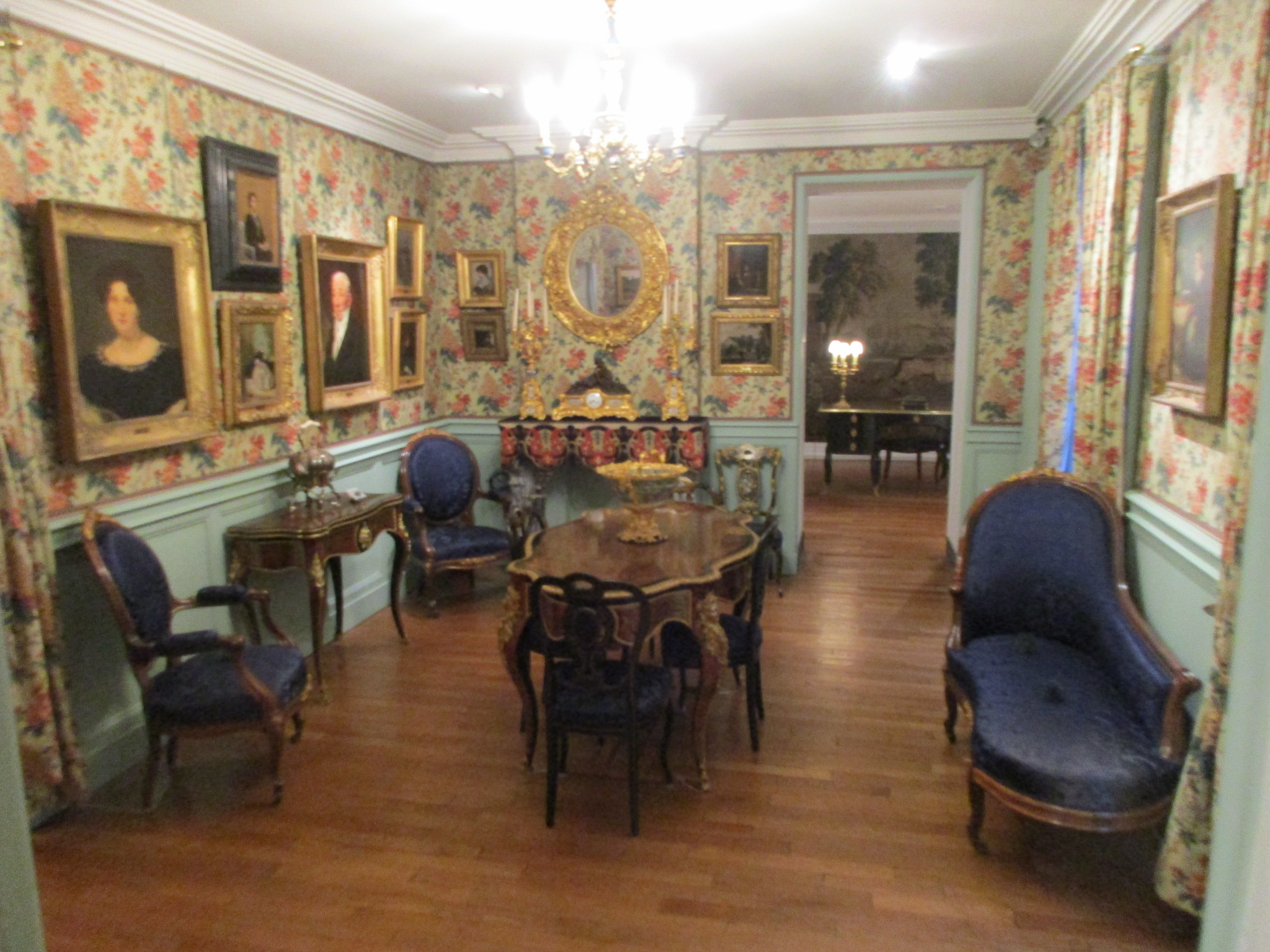

### Joseph Magnin
Joseph Magnin (1824-1910, fils héritier de l'industrie du précédent, un des pères fondateurs de la Troisième République à la chute du Second Empire de l'empereur Napoléon III, député de Côte-d'Or du Second Empire, sénateur inamovible, directeur politique du club Le Siècle, gouverneur de la Banque de France, vice-président du Sénat, ministre de l'Agriculture et du Commerce, ministre des Finances, président du conseil général de la Côte-d'Or, hérite de l’hôtel particulier où il vit avec ses enfants Maurice et Jeanne Magnin, avant de s'établir à Paris pour mener son importante carrière politique.

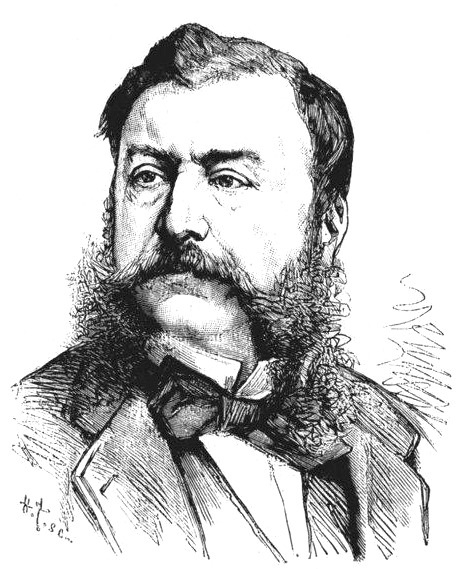
Joseph Magnin (père)
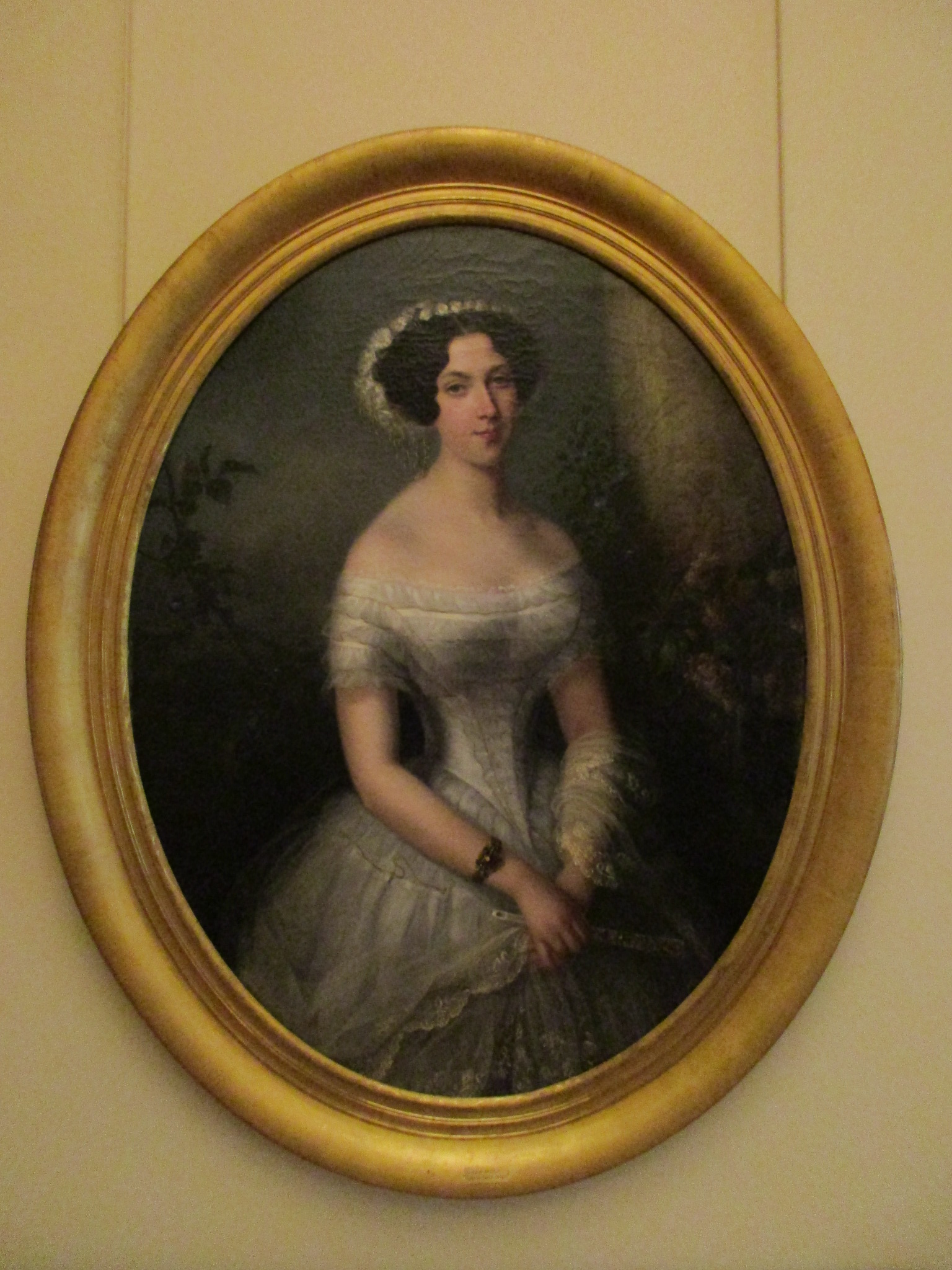
Pauline Magnin (mère)
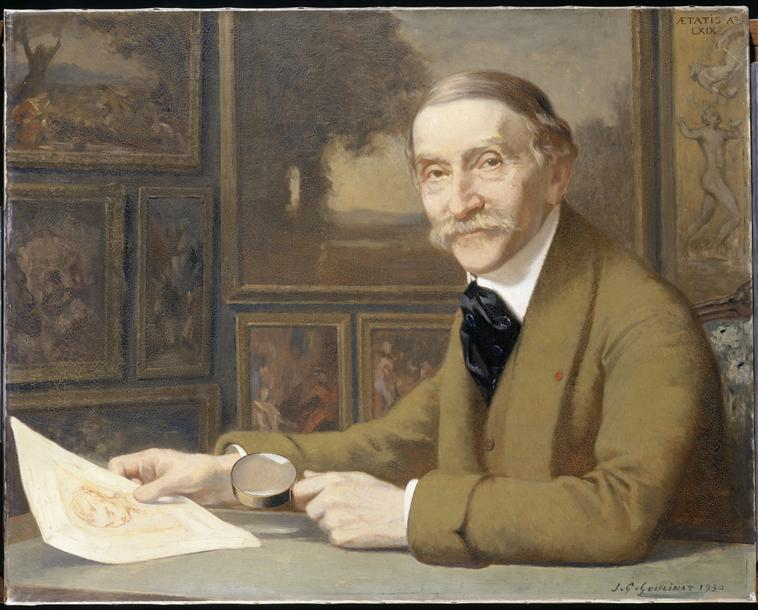
Maurice Magnin, 1930
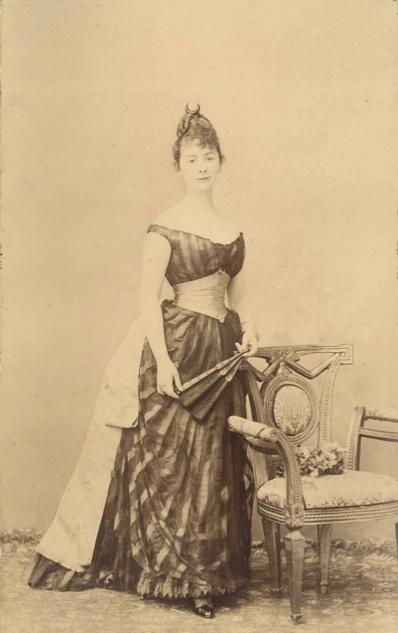
Jeanne Magnin
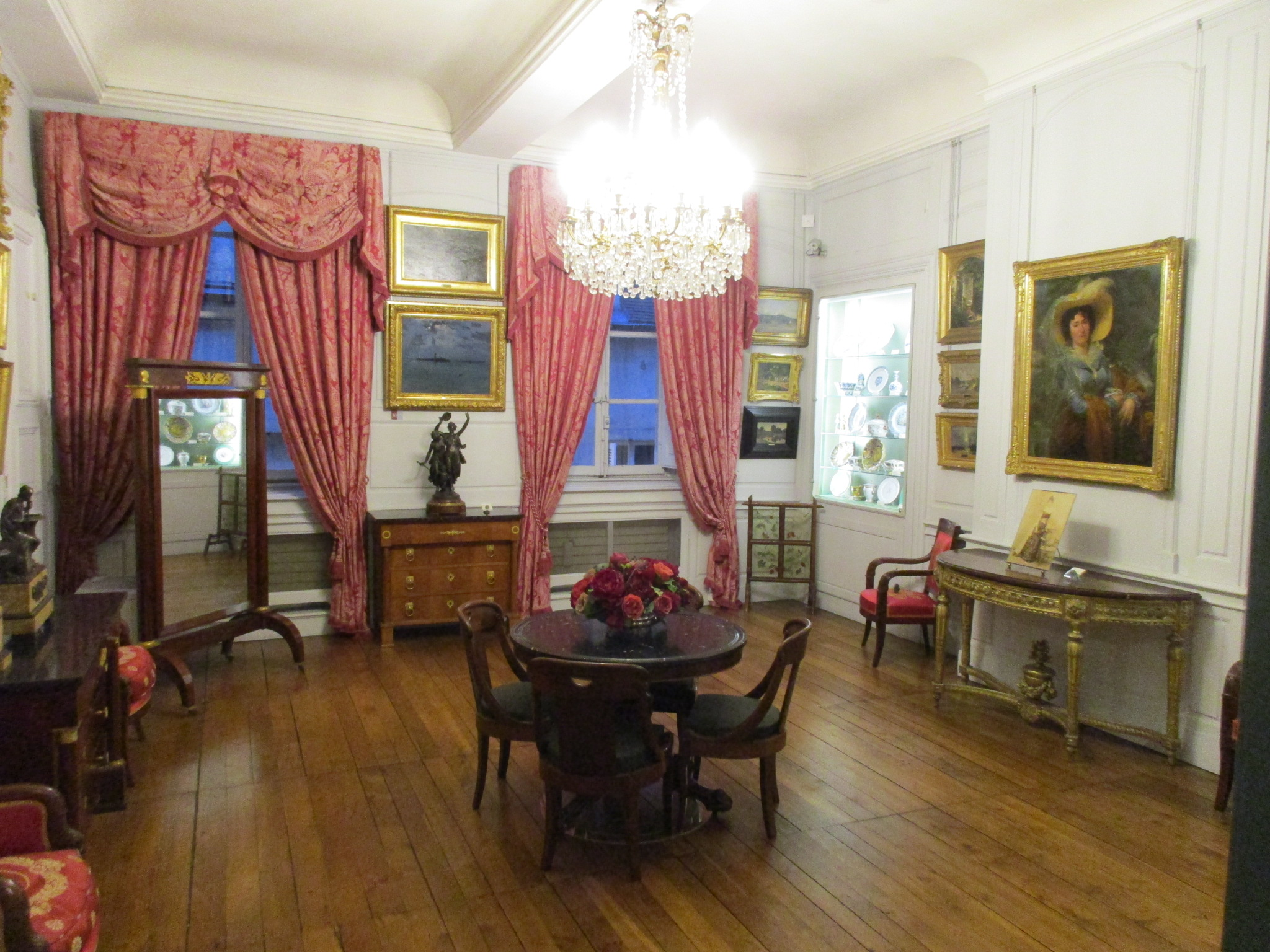
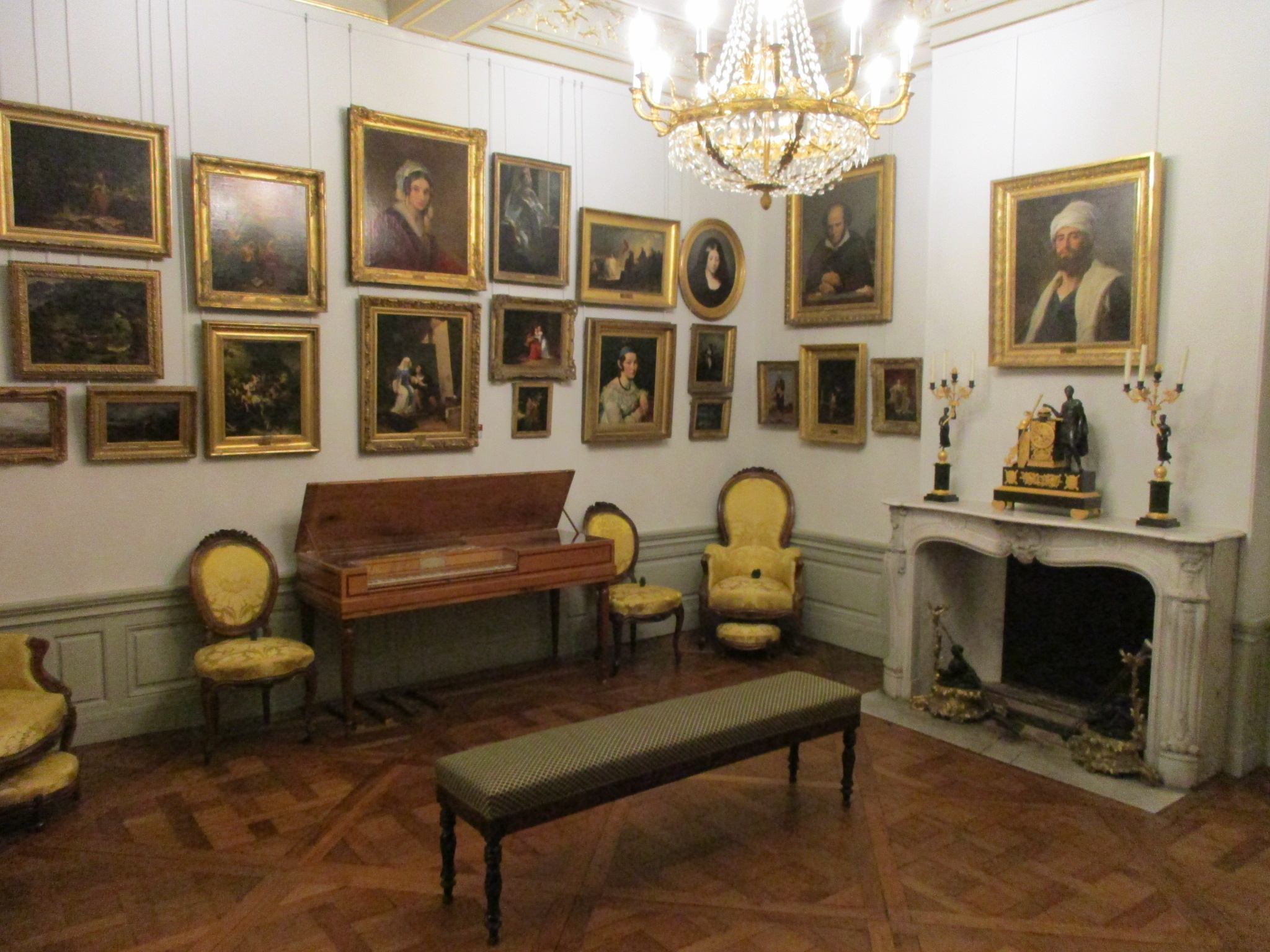

### Maurice et Jeanne Magnin
Maurice Magnin (1861-1939, conseiller maître à la cour des comptes de Paris, passionné de peinture, assidu des ventes d'art aux enchères de l’hôtel Drouot) et sa sœur Jeanne Magnin (1855-1937, peintre amateur, élève d'Henri Harpignies, critique d'art). Enfants du précédent, ils naissent et passent leur jeunesse dans cet hôtel particulier, avant de suivre leur père à Paris. Ils constituent par de nombreux achats, réalisés dans des ventes publiques durant plus de 50 ans (1881 à 1935), une importante collection de près de 2000 tableaux, dessins, esquisses, petites sculptures, meubles et objets d’art... 

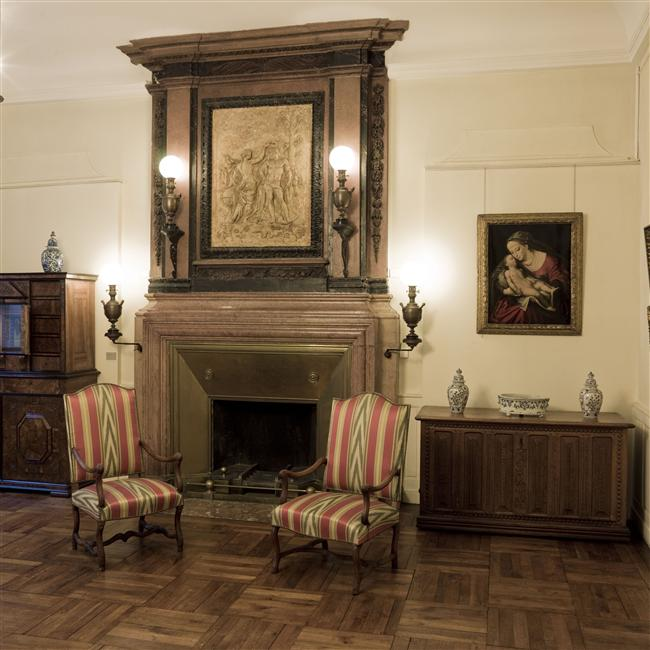
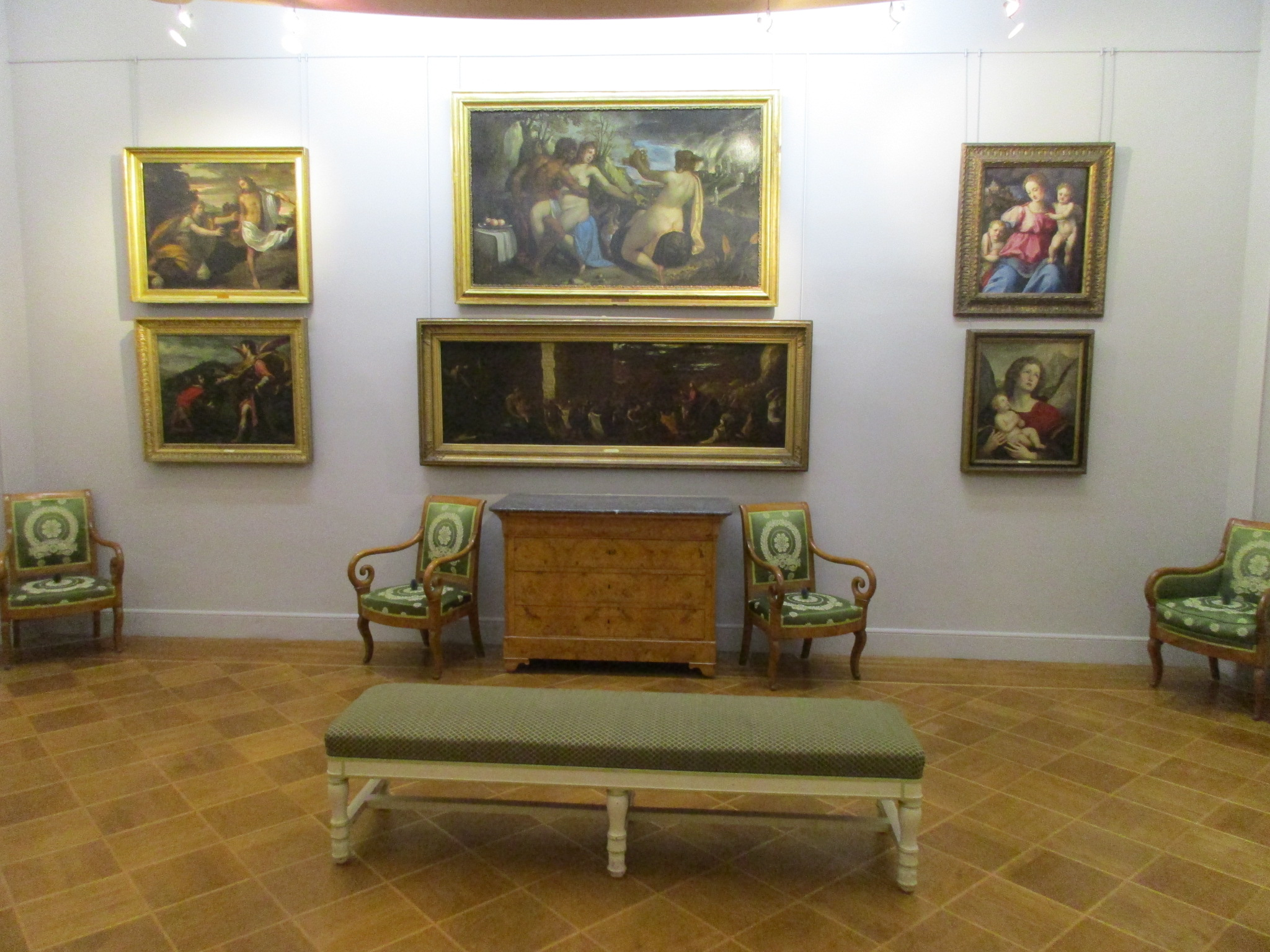
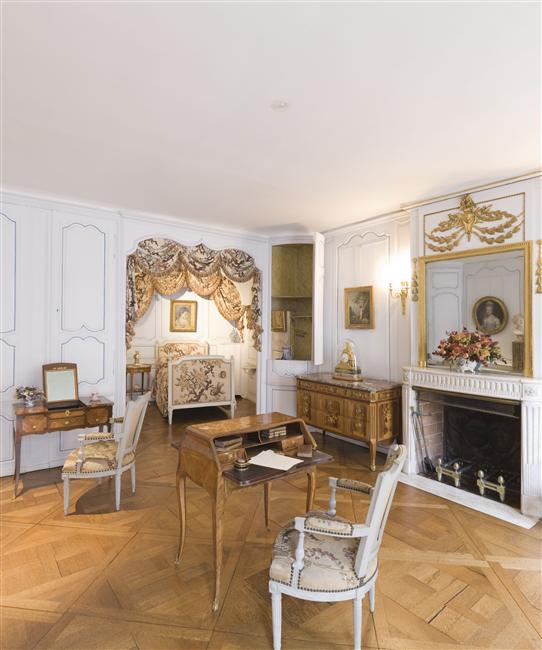
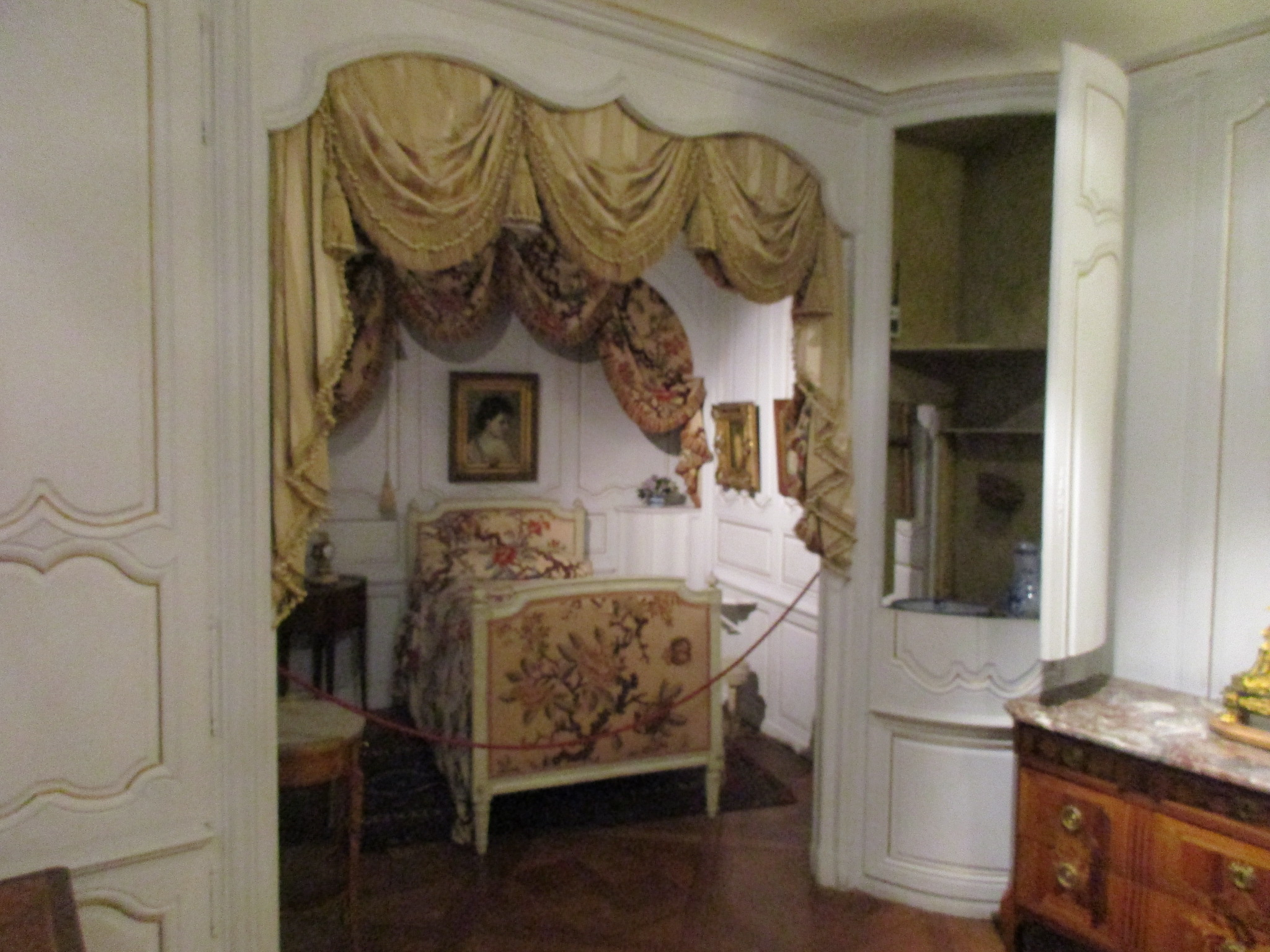
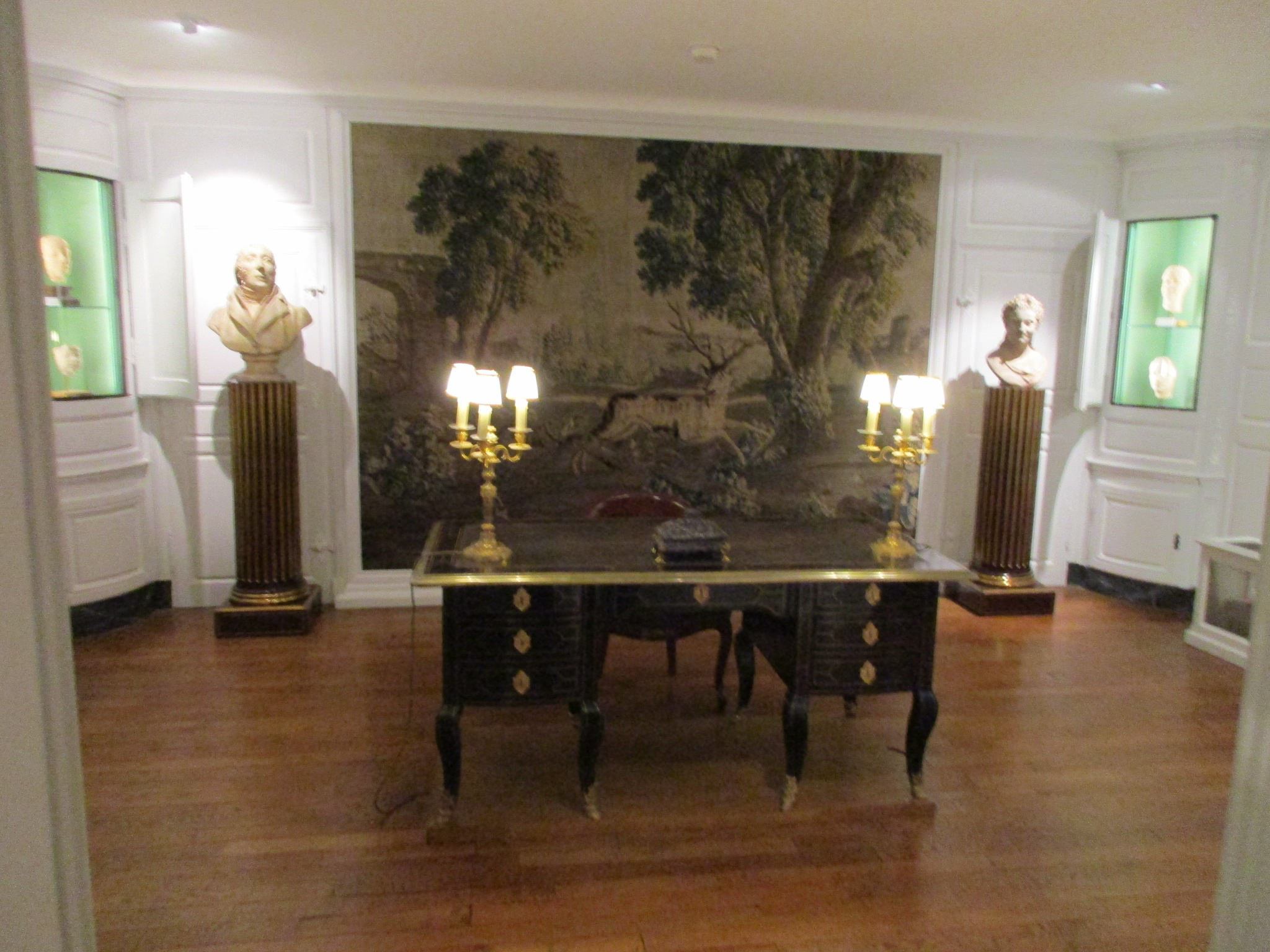
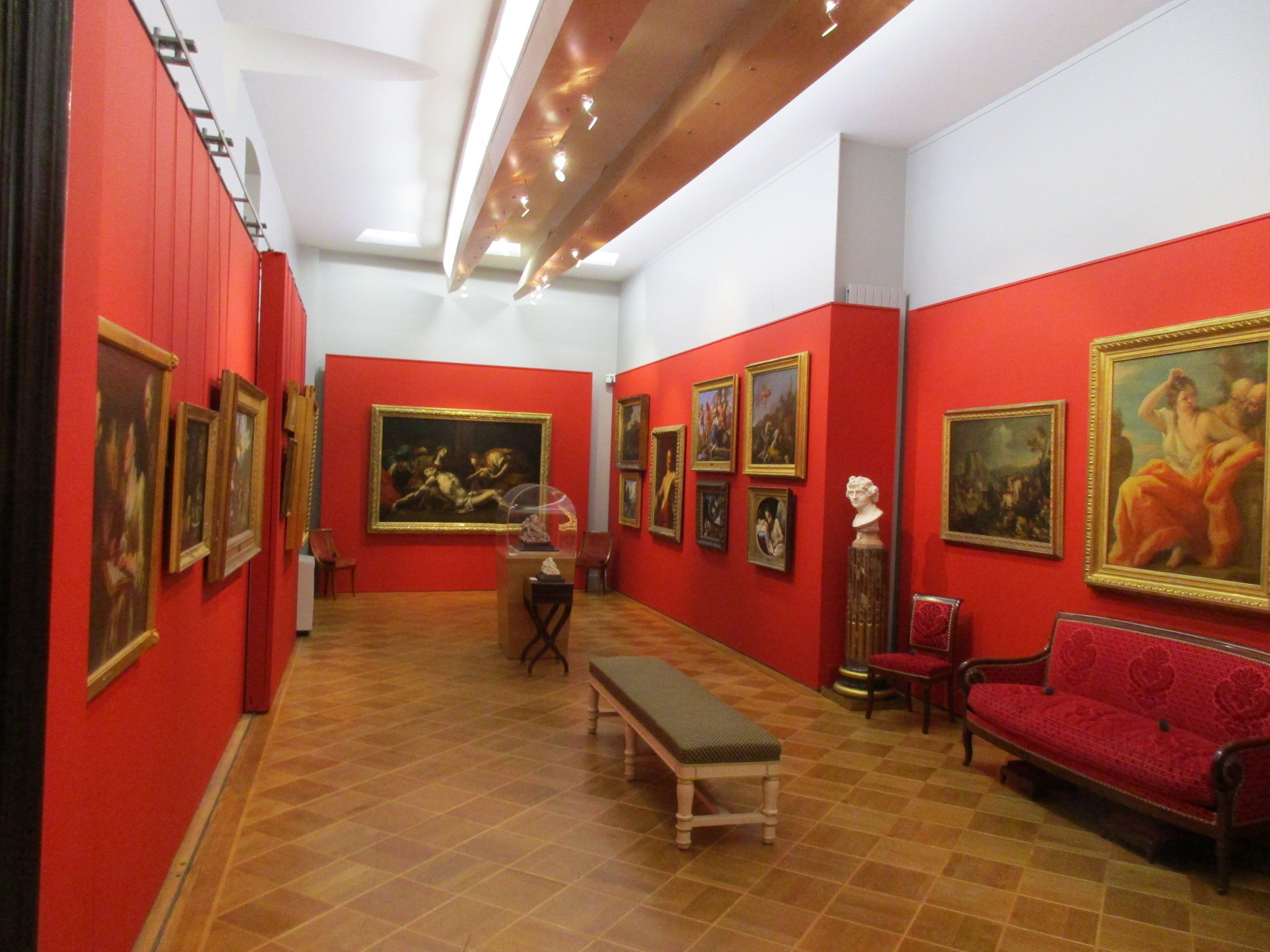

Vers la fin de leur vie, ils font aménager entre 1930 et 1932 leur hôtel particulier dijonnais en musée des beaux-arts, par l'architecte Auguste Perret. Après la mort de sa sœur en 1937, Maurice, marié mais sans héritier, décide d'en faire don, ainsi que des collections qu'il abrite, de sa propriété de Brazey-en-Plaine et d'immeubles de rapport à Paris à la réunion des musées nationaux et du Grand Palais des Champs-Élysées en 1938, en émettant le vœu que le musée Magnin conserve son esprit de demeure habitée et de cabinet d’amateur d'art (à l'image entre autres des musée Jacquemart-André et musée Bonnat-Helleu de l'époque...). L’État État français en fait un musée des beaux-arts national en 1947, et en assure la gestion. 
En raison des dispositions testamentaires de Maurice Magnin, le musée ne peut pas s'enrichir et a l'interdiction formelle de prêter ses collections.